# Dystrykt Stanisławów
Dystrykt Stanisławów (niem. Kreisdistrikt Stanislau) – jednostka administracyjna Cesarstwa Austrii w Królestwie Galicji i Lodomerii w 1782 roku, w obrębie cyrkułu halickiego.

## Historia
Dystrykt Stanisławów z siedzibą w Stanisławowie utworzono na ziemiach polskich zagarniętych przez Austrię podczas I rozbioru na mocy patentu z 22 marca 1782, przez połączenie dotychczasowych  dystryktów Kołomyja i Tyśmienica w jeden dystrykt.
Dystrykt objął następujące miasta:
- ze zniesionego  dystryktu Tyśmienica: Bohorodczany, Chocimierz, Dolina, Horodenka, Kałusz, Łysiec, Michalcze, Niżniów, Obertyn, Ottynia, Rożniatów, Sołotwina, Stanisławów, Tłumacz, Tyśmienica;
- ze zniesionego dystryktu Kołomyja: Delatyn, Jabłonów, Kamionka Wielka, Kołomyja, Kosów, Kuty, Nadwórna, Peczeniżyn, Pistyń i Zabłotów.

Część z nich została w kolejnych latach sklasyfikowana jako miasteczka.

### Reforma i zniesienie dystryktu

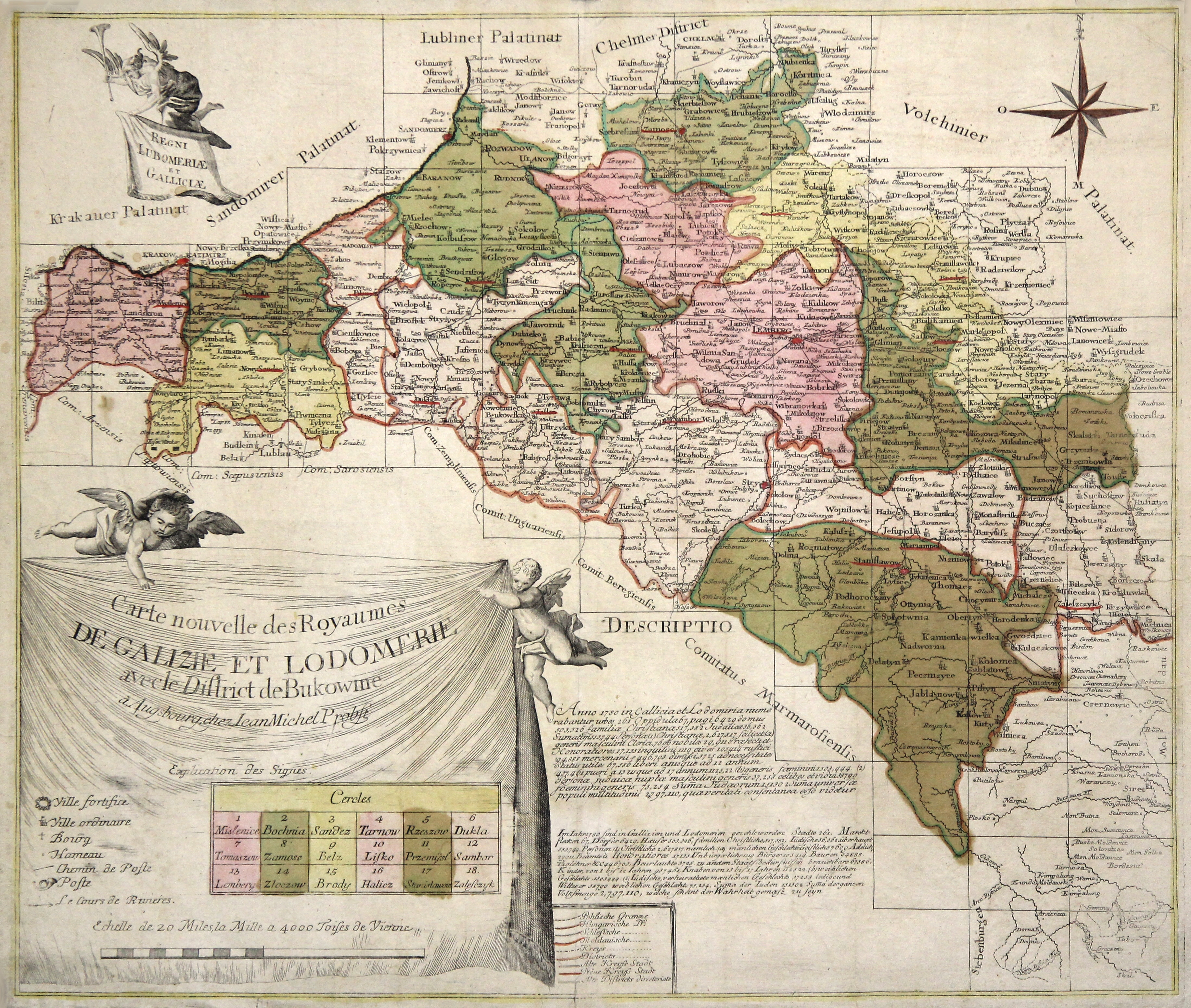
Projekt nowego podziału Galicji na cyrkuły z 1780 r.

Już dwa lata wcześniej, 2 września 1780 kancelaria nadworna wydała dekret, w którym poinformowała gubernatora o nowych decyzjach w sprawie organizacji administracyjnej. Cesarzowa Maria Teresa Habsburg już od dłuższego czasu planowała wprowadzenie reform mających na celu dostosowanie ustroju Galicji do zasad obowiązujących w niemieckich krajach dziedzicznych. Właśnie zapadła kluczowa decyzja o przekształceniu dotychczasowych dystryktów w cyrkuły. W związku z tym polecono rozpoczęcie prac nad opracowaniem planu reorganizacji. Jednocześnie określono główne wytyczne, które miały stanowić podstawę przy tworzeniu tego planu. Szczególny nacisk położono na to, aby siedziby władz cyrkułów znajdowały się możliwie jak najbliżej ich centrum. Choć zalecano, aby obszary poszczególnych cyrkułów były w miarę równe pod względem powierzchni, nie należało traktować tej zasady zbyt rygorystycznie – w przypadku istnienia ważnych powodów możliwe były odstępstwa od równomiernego podziału. Zwrócono również uwagę, że nie powinno się bez wyraźnej potrzeby zmieniać lokalizacji siedzib władz, ponieważ wiązałoby się to z licznymi trudnościami – między innymi z koniecznością przeniesienia archiwów, które przez osiem lat znacznie się rozrosły. Na zakończenie podkreślono wagę odpowiedniego doboru kadry kierowniczej do obsadzenia nowych stanowisk.
Zgodnie z przyjętymi wytycznymi opracowano memoriał z 1 grudnia 1780, w którym przedstawiono projekt nowego podziału administracyjnego Galicji na 18 mniejszych cyrkułów na bazie dotychczasowych osiemnastu dystryktów. Według tych założeń dystrykt Stanisławów miał być przekształcony w nowy cyrkuł stanisławowski. Plan ten został zatwierdzony i wszedł w życie w 1782 roku, co jednocześnie oznaczało zniesienie dystryktu Stanisławów (a zarazem cyrkułu halickiego).